# Peter und Petra (Buch)
Peter und Petra (schwedisch Peter och Petra) ist ein Märchen von Astrid Lindgren.

## Handlung
In der ersten Klasse der Gustaf Vasa Schule, haben die Schüler gerade Lesen, als es vor der Tür klopft. Die Lehrerin bittet den Schüler Gunnar die Tür zu öffnen. Vor der Tür stehen zwei kleine Zwergenkinder namens Peter und Petra. Die beiden leben mit ihren Eltern im Vasa Park. Ihre Eltern haben sie zur Schule geschickt, damit diese dort etwas lernen können. Da es zunächst keine kleinen Bänke und Stühle für die beiden gibt, setzen sich die beiden erstmal auf Gunnars Schreibtisch. Später zimmert ein Tischler zwei winzig kleine Stühle und Schreibtische für die beiden. Auf dem Heimweg begleitet Gunnar die Zwergenkinder jedes Mal. Er hilft ihnen, die gefährliche und stark befahrene Straße zu überqueren, die auf ihrem Weg nach Hause liegt. Außerdem besucht er die beiden zu Hause und schaut ihnen beim Schlittschuhfahren im Vasa Park zu. Als es kurz vor Weihnachten Zeugnisse gibt, bekommen Peter und Petra richtig gute Noten. Bevor Gunnar Weihnachten bei seinen Großeltern in Småland verbringt, verabschiedet er sich noch von seinen neuen Freunden. Doch nach den Ferien kommen Peter und Petra nicht zur Schule zurück. Eines Tages erhält Gunnar einen winzig kleinen Brief, in dem Peter und Petra ihm mitteilen, wie sehr sie ihn mögen und dass sie umgezogen sind.

## Veröffentlichungen
Das Märchen wurde erstmals 1948 in der schwedischen Zeitschrift Vi veröffentlicht. Illustriert wurde die Geschichte von Ingrid Vang Nyman. 1950 erschien die Geschichte mit Illustrationen von Eva Billow in der Kurzgeschichtensammlung Nils Karlsson Pyssling (1952, deutsch Im Wald sind keine Räuber).
In Schweden wurde das Buch 2007 von Rabén & Sjögren als Bilderbuch herausgebracht. Es erschien, genau wie Junker Nils von Eka zu Astrid Lindgrens 100. Geburtstag. Kristina Digman illustrierte das Buch. Diese Ausgabe wurde unter anderem auch in Estland, Dänemark, den Niederlanden, und Italien veröffentlicht.

## Skulptur im Tegnérpark

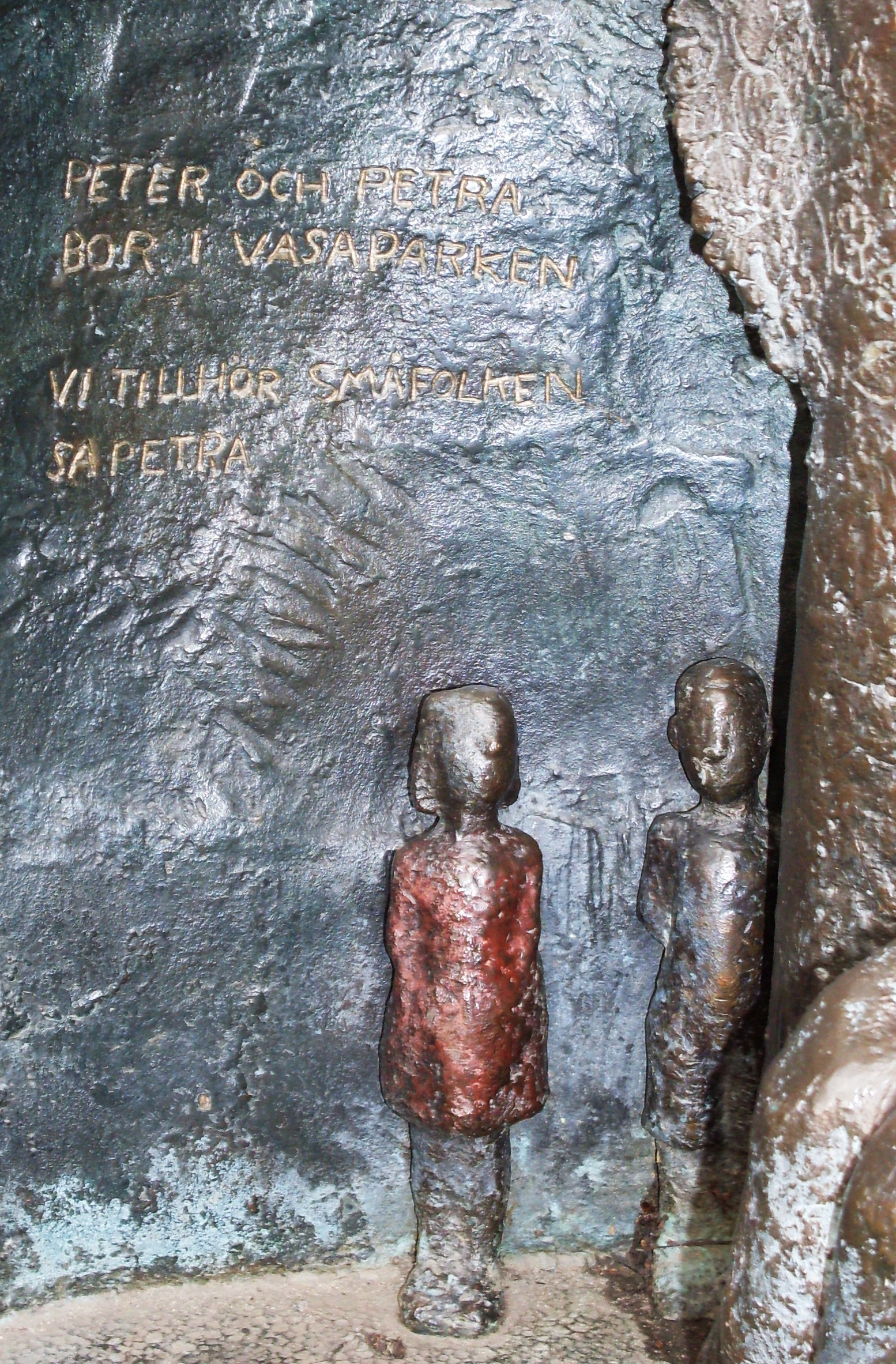
Neben der Astrid Lindgren Skulptur von Majalisa Alexanders in Tegnérlunden sind auch Skulpturen von Peter und Petra zu sehen.

Im Tegnérpark befindet sich eine Skulptur von Astrid Lindgren. Auf Astrid Lindgrens Mantel stehen die Namen von Astrid Lindgrens Büchern, darunter auch Peter und Petra. Das Zwergenpaar Peter und Petra steht unter ihr und schaut sie an.

## Ausgaben
- Peter och Petra (2007), Rabén & Sjögren, schwedische Ausgabe – Illustriert von Kristina Digman
- Peter og Petra (2007), Damm, dänische Ausgabe – Illustriert von Kristina Digman
- ペーテルとペトラ (2007), japanische Ausgabe – Illustriert von Kristina Digman
- Peeter ja Petra (2008), Sinisukk, estnische Ausgabe – Illustriert von Kristina Digman
- Peter en Petra (2008), Ploegsma B.V., niederländische Ausgabe – Illustriert von Kristina Digman
- Petr a Petra (2009), Albatros (ČR), tschechische Ausgabe – Illustriert von Jiří Bernard
- Peter e Petra (2011),  Il Gioco di Leggere, italienische Ausgabe – Illustriert von Kristina Digman

### In Deutschland veröffentlicht in
- Im Wald sind keine Räuber, 1952, Verlag Friedrich Oetinger, Hamburg, illustriert von Eva Billow, ins Deutsche übersetzt von Karl Kurt Peters
- Gebt uns Bücher gebt uns Flügel. Almanach 1963 (Nummer 1), HG: P. J. Schindler. Einband: Rolf Rettich, Verlag Friedrich Oetinger, Hamburg, ins Deutsche übersetzt von Karl Kurt Peters
- Astrid Lindgren erzählt, 1971, Verlag Friedrich Oetinger, Hamburg, illustriert von Margret Rettich, ins Deutsche übersetzt von Karl Kurt Peters
- Wir kommen zu euch. Geschichten von Kindern aus Schweden, 1972, Verlag Friedrich Oetinger, Hamburg, illustriert von Ilon Wikland & Ingrid Vang Nyman, ins Deutsche übersetzt von Karl Kurt Peters
- Die Puppe Mirabell und andere Geschichten, 2006, Verlag Friedrich Oetinger, Hamburg, illustriert von Ilon Wikland, ins Deutsche übersetzt von Karl Kurt Peters
- Märchen, 1989, Verlag Friedrich Oetinger, Hamburg, illustriert von Ilon Wikland, ins Deutsche übersetzt von Karl Kurt Peters
- Erzählungen und Märchen, 2007, Verlag Friedrich Oetinger, Hamburg, illustriert von Ilon Wikland, ins Deutsche übersetzt von Karl Kurt Peters

## Verfilmung
Das Buch wurde unter dem gleichnamigen Titel verfilmt. Agneta Elers-Jarleman führte die Regie. In der Verfilmung sind Petra und Peter keine Zwergenkinder, sondern Trollkinder.

## Rezeption
Tonny Hansen von folkeskolen.dk findet Peter und Petra sei ein schönes Buch über Freundschaft und das Anderssein. Das Beste an der Geschichte sei, dass niemand jemals infrage stelle, ob Peter und Petra Anspruch auf einen Schulbesuch hätten.
Roberta Taverna meint, dass die Geschichte eine schöne Lektüre für Erwachsene und Kinder. Die Geschichte stamme aus einer Zeit, in der die Zeit mit einer anderen Geschwindigkeit geflossen habe. Die Geschichten von Zuneigungen, Traditionen und dieser aufrichtigen Fantasie ließen den Leser das hektische Leben der Gegenwart fast vergessen.
Margareta Sörenson von Expressen lobt die Illustrationen von Kristina Digman. Diese würden eine Art zeitlose Fantasie darstellen, besonders schön seien die Szenen auf dem Wintereis.
Louise Dam Mortensen erklärt, dass Peter und Petra eine einfache und herzliche Geschichte über die Freundschaft sei.